# 제59회 베를린 국제 영화제
제59회 베를린 국제 영화제는 2009년 2월 5일에 열린 시상식이다.

## 수상 및 후보

### 황금곰상
- 밀크 오브 소로우 - 슬픈 모유 - 클로디아 로사 수상

### 은곰상:심사위원대상
- 에브리원 엘스 - 마렌 아데 수상
- 거인 - 아드리안 비니에즈 수상

### 은곰상:심사위원상
- 제이드 - 다니엘 엘리엇 수상

### 은곰상:감독상
- 어바웃 엘리 - 아쉬가르 파라디 수상

### 은곰상:여자연기자상
- 에브리원 엘스 - 버짓 미니크마이어 수상

### 은곰상:남자연기자상
- 런던 리버 - 소티귀 쿠야트 수상

### 은곰상:각본상
- 메신저 - 오렌 무버만 외 1명 수상

### 은곰상:예술공헌상
- 까따린 바가 - 기오르기 코박스 외 2명 수상

### 황금곰상:단편영화상
- 말 좀 해봐 - 데이빗 오렐리 수상

### 황금곰상:명예황금곰상
- 모리스 자르 수상

### 은곰상:알프레드 바우어상
- 거인 - 아드리안 비니에즈 수상
- 스위트 러시 - 안제이 바이다 수상

### 베를린카메라상
- 끌로드 샤브롤 수상
- 건터 로흐바취 수상
- 마뇰 드 올리베이라 수상

### Deutsches Kinderhilfswerk:대상
- 맹세코 난 아니야! - 필리프 팔라도 수상

### Deutsches Kinderhilfswerk:특별상
- 오 마이 갓 - 안네 세비스퀴 수상

### Deutsches Kinderhilfswerk상:특별언급
- 소녀 - 프레드릭 에드펠트 수상
- 제리칸 - 줄리어스 에이버리 수상

### DAAD 단편영화상
- 일루전 - 수자나 바리가 수상

### 경쟁부문
- 셰리 - 스티븐 프리어스
- 도이칠란트 09 - 13 크루제 필름 주르 라지 바더 네이션 - 파티 아킨 외13명
- 낙원은 서쪽이다 - 코스타 가브라스
- 매란방 - 천카이거
- 해피 티어스 - 밋첼 릭텐스타인
- 일렉트릭 미스트 - 베르트랑 타베르니에
- 더스트 오브 타임 - 테오도로스 앙겔로플로스
- 까따린 바가 - ㅂ
- 매머드 - 루카스 무디슨
- 노토리어스 - 조지 틸만 주니어
- 핑크 팬더 2 - 해럴드 즈워트
- 레이지 - 샐리 포터
- 리키 - 프랑소와 오종
- 인터내셔널 - 톰 티크베어
- 피파 리의 은밀한 삶 - 레베카 밀러
- 더 리더 - 책 읽어주는 남자 - 스티븐 달드리
- 2001 스페이스 오디세이 - 스탠리 큐브릭
- 애프터스쿨 - 안토니오 캠포스
- 켈스의 비밀 - 노라 트메이 외1명
- 체리밤 - 글렌 레이번 외1명
- 독수리 사냥꾼의 아들 - 레네 보 한센
- 제방의 저편 - 게오르게 오바슈빌리
- 라라의 총 - 닝 징우
- 카티아의 자매 - 마이케 더 용
- 아이 노우 유 노우 - 저스틴 케리건
- 별이 빛날 때 - 리사 시베
- 후즈 어프레이드 오브 더 울프 - 마리아 프로차즈코바
- 스커트 데이 - 장-폴 리렝펠드
- 리펄즈 드림 - 라스 뷔셀
- 상속자 - 유지니오 폴고브스키
- 맘마 무와 개구쟁이 까마귀 - 이고르 비쉬타긴
- 먀오 먀오 - 쳉 샤오체
- 모모 - 아타레이 타스디켄
- 닐루파 - 사빈 엘 제마엘
- 탑 걸 - 레베카 존슨
- 캐스린 - 매즈 매티슨
- 썸머 브레이크 - 숀 크룩
- Eynayim Sheli - Avishag Leibovich
- 점박이와 얼룩이 - 로타 게펜블라드 외1명
- De kleine Kraai met blote billen - Raimke Groothuizen
- 호쿠스-포커스 - 애너 사모이로비치
- Kad aboli ripo - Reinis Kalnaellis
- 코쿤 차일드 - 소냐 로레더
- 매기 앤 밀드레드 - 홀리 클레인
- 마이 베리 퍼스트 웨딩 - 랄프 쿠쿨라
- 브롱스 프린세스 - 요니 브룩 외1명
- 랄프 - 알렉스 윙클러
- 봄에 피어나다 - 정지연
- 투모로우 - 사이먼 포터스
- 어른되기 - 데이너 누버그
- 악불라 - 타티아나 코롤
- 네덜란드 난쟁이 - 데이비드 미쇼
- Maima dolgozhdanniy - Inga Korzhneva
- 여우 - 마크 크레이스트
- 알리 & 더 볼 - 알렉스 홈즈
- 무센 - 필 마리아 구나르손
- 인비저블 론리니스 - 정-시엔 린
- Kehua - Wiremu Grace
- 파이브 마일즈 아웃 - 앤드류 헤이
- 스노우 - 아이다 베기츠
- Sorasoi - 이시이 카츠히토 외2명
- 틴에이지 리스폰스 - 엘레니 앰프엘라키오투
- 익스플로딩 걸 - 브래들리 러스트 그레이
- 스트렌스 오브 워터 - 아르마간 발란틴
- 스무살의 침대 - 알렉시스 도스 산토스
- 폭발하는 젊음 - 헤랄도 나란요
- 그린 워터스 - 마리아노 디 로사
- 이스라엘 영화의 역사 - 라파엘 나쟈리
- 스틸 포인트 - 바바라 해머
- 생터스 - 바바라 해머
- 바이탈 사인 - 바바라 해머
- anamnesis - Scott Miller Berry
- 올 폴 다운 - 필립 호프만
- 아라야 - 마곳 베나세라프
- 밀랍 - 앤드류 부자스키
- 칼리무초 - 유제니 얀센
- 비스트 스토커 - 임초현
- The Story Of Apanatschi And Her Redheaded Wrestler - Bear Witness
- War Pony - Keesic Douglas
- A Grim Fairy Tale - Bonnie Devine
- 쯔바이 인디아나 아우스 위니펙 - 대릴 네피넥
- 다루샤 아 아루샤 - 크리스토프 가갓
- 한국식 결혼 - 울리케 오팅거
- 더블 테이크 - 요한 흐리몬프러
- Affectionately Known as Alex - 대니 터켄
- Angels on our Shoulders - 앤디 스피츠
- Baraka - 오멜가 메티얀 외2명
- The Burning Man - 에즈 우가
- 블루 제너레이션 - 가린 누그로호 외2명
- 데퍼메이션 - 요아브 샤밀
- 마이 온리 선샤인 - 레하 에르뎀
- 허수아비들의 땅 - 노경태
- 미스터 거버너 - 몬스 몬손
- 장례식의 멤버 - 백승빈
- 캔 고 스루 스킨 - 애스더 로츠
- 슬로우 썸머 - 미카엘 필즈
- 인어와 다이버 - 메르세데스 몬카다 메르세데스 몬카다 로드리게즈
- 포위: 신자유주의 덫에 걸린 민 - 리처드 브루렛
- 레터스 투 더 프리지던트 - 페트 롬
- Zoom Doku - Ludwig Schonherr
- Das Unbekannte Hamburg - Ludwig Schonherr
- Face I und II - Ludwig Schonherr
- New York. Ein visuelles Arbeitstagebuch - Ludwig Schpnherr
- 런치 브레이크 - 샤론 로크하르트
- 버로윙 - 브레드릭 웬젤 외1명
- 마린 블루 - 매튜 하이셀
- Material - 토마스 하이제
- 멋진 하루 - 이윤기
- Mitte Ende August - 세바스티안 쉬퍼
- 무방비 - 이치이 마사히데
- 나의 대탈출 - 파비엔 고뎃
- 시티즌 줄링 - 마닛 스리와닛품 외2명
- 레이첼 - 시몬느 비톤
- 클린치 - 존 쿡
- 멘탈 - 소다 카즈히로
- 원 맨 빌리지 - 시몬 엘 하브레
- 센스 오브 아키텍처 - 헤인즈 에미그홀즈
- Kroten - Milena Gierke
- 린트 렌트 랜드 - 이사벨 스펭글러
- 트라이앵귤럼 - 멜리사 둘리우스 외1명
- 머터리얼필름 - 빌헬름 헤인
- 16-18-4 - 니시카와 토모나리
- 아프리카의 성자 - 말콤 맥도웰
- Dive Into Mankind - Ria Pacquee
- 블록 B - 크리스토퍼 챈 푸이 총
- 소울 파워 - 제프리 레비-힌트
- 헬프 곤 매드 - 보리스 흘레브니코프
- 스윗그래스 - 루시엔 캐스팅-테일러
- 익스플로딩 걸 - 브래들리 러스트 그레이
- 푸치니 콘서바토 - 마이클 스노우
- V2 (푸치니) - 크리스찬 리브랫
- 내 말을 들어주오! - 스티븐 드워스킨
- 파든 마이 프렌치 - 소피 필리에
- 푸르렀을 때 - 제니퍼 토드 리브스
- 윈터스틸트 - 소냐 위스
- Wu Sheng Feng Ling - 컷 훙
- 야나카의 황혼빛 - 후나하시 아츠시
- 비교 - 하룬 파로키
- 575 카스트로 St. - 제니 올슨
- 하비 밀크의 시간들 - 롭 엡스타인
- 앱솔루트 이블 - 울리 롬멜
- 잉글리쉬맨 인 뉴욕 - 리처드 렉스톤
- 위태로운 삶: 홍콩의 연인들 - 우쿠 아구스틴 외5명
- 푸른 수염 - 카트린 브레야
- 베를린 이즈 인 저머니 - 하네스 스퇴르
- 블라인드사이트 - 루시 워커
- 종이 인형 - 토머 헤이먼
- 키스 더 문 - 카리드 길
- 친밀 - 안서
- 코요테 - 체마 로드리게즈
- 디 엔드 오브 더 피그 이즈 더 비기닝 오브 더 소시지 - 존 에드워드 헤이즈
- 콤래드 커투어 - 마르코 윔즈
- 킬 대디 굿 나잇 - 미카엘 글라보거
- 더 본 맨 - 볼프강 무른베르거
- 애딕트드 투 액팅 - 앙드레 베이엘
- 동베이, 동베이 - 저우 펑
- 피시 차일드 - 루시아 푸엔조
- 그리움의 종착역 - 조성형
- 뻑킹 디퍼런트 텔 아비브 - 스테파니 아브라모비치 외15명
- 가라파 - 호세 파딜라
- 고스티드 - 모니카 트루트
- 나를 둘러싼 것들 - 하시구치 료스케
- 하이 라이프 - 게리 예이츠
- 인간 동물원 - 리에 라스무센
- 히틀러의 여비서 - 안드레 헬러 외1명
- 카슈미르: 저니 투 프리덤 - 우디 알로니
- 부러진 날개 - 니어 버그먼
- 스커트 데이 - 장-폴 리렝펠드
- 무지개 분대 - 리리 리자
- 레몬 트리 - 에란 리클리스
- 리틀 조 - 니콜 하우저
- 카불에서의 전쟁과 사랑 - 엘가 레이데메이스터
- 밀크 - 구스 반 산트
- 나시오날 7 - 장-피에르 시나피
- 북쪽 - 류네 덴스타 렝그로우
- 페드로 - 닉 오세아노
- 퀴어 사라예보 페스티발 2008 - 마사 힐치신 외1명
- 게발트 - 네탈리 브라운
- 시티 오브 보더스 - 윤 서
- 레지던트 에이리언 - 조나단 노지터
- 러시아 88 - 파벨 발딘
- 라이트 그라디언트 - 얀 크루거
- 자장가 - 안드레아 스트럭
- 할리우드로 가는 지름길 - 마르쿠스 미테마이어 외1명
- 얼론 - 베니토 잠브라노
- 저스트 워킹 - 어거스틴 디아즈 야네스
- 스트랠라 - 파노스 H. 코트라스
- 캐슈어리너 코브 - 부준펑
- 엔드 오브 러브 - 사이먼 청
- 야간 소동 - 카트린 브레야
- 카운테스 - 줄리 델피
- 더 굿 아메리칸 - 조헨 히크
- 더 네이키드 시빌 서번트 - 잭 골드
- 쇼크 독트린 - 마이클 윈터바텀 외1명
- 환생을 찾아서 - 나티 바라츠
- 리브 앤 비컴 - 라두 미하일레아누
- 복수 - 파울로 폰스
- 오프 웨이즈 - 울리 M. 슈펠
- 웬 유아 스트레인지 - 톰 디칠로
- 화이트 라이트닌 - 도미닉 머피
- 양 양 - 청유치에
- 파우스타 - 클로디아 로사
- 에브리원 엘스 - 마렌 아데
- 거인 - 아드리안 비니에즈
- 어바웃 엘리 - 아쉬가르 파라디
- 런던 리버 - 라시드 부샤렙
- 스위트 러시 - 안제이 바이다
- 메신저 - 오렌 무버만
- 소녀 - 프레드릭 에드펠트
- 말 좀 해봐 - 데이빗 오렐리
- 제이드 - 다니엘 엘리엇
- 일루전 - 수자나 바리가
- 콩트르-주르 - 크리스토프 지라데 외 1명
- 뷰 - 레일라 알바야티
- 마이 수어사이드 - 데이빗 리 밀러
- 아프로디테의 농장 - 아담 스트레인지
- 메리와 맥스 - 애덤 엘리어트
- 노예 - 다비드 아로노비치
- 오 마이 갓 - 안네 세비스퀴
- 홍당무 맥스 - 로테 스벤센
- 부처의 미소 - 디셰노프 바이르
- 맹세코 난 아니야! - 필리프 팔라도
- 제리칸 - 줄리어스 에이버리